# جروم برونر
 جروم برونر (انگلیسی: Jerome Bruner؛ زاده ۱ اکتبر ۱۹۱۵-درگذشتهٔ ۵ ژوئن ۲۰۱۶) روان‌شناس اهل ایالات متحده آمریکا بود.
جروم برونر از منتقدان بزرگ و سرسخت دیدگاه رفتارگرایی در زمینه یادگیری به شمار می‌رفت.